# Mark E. Weatherington

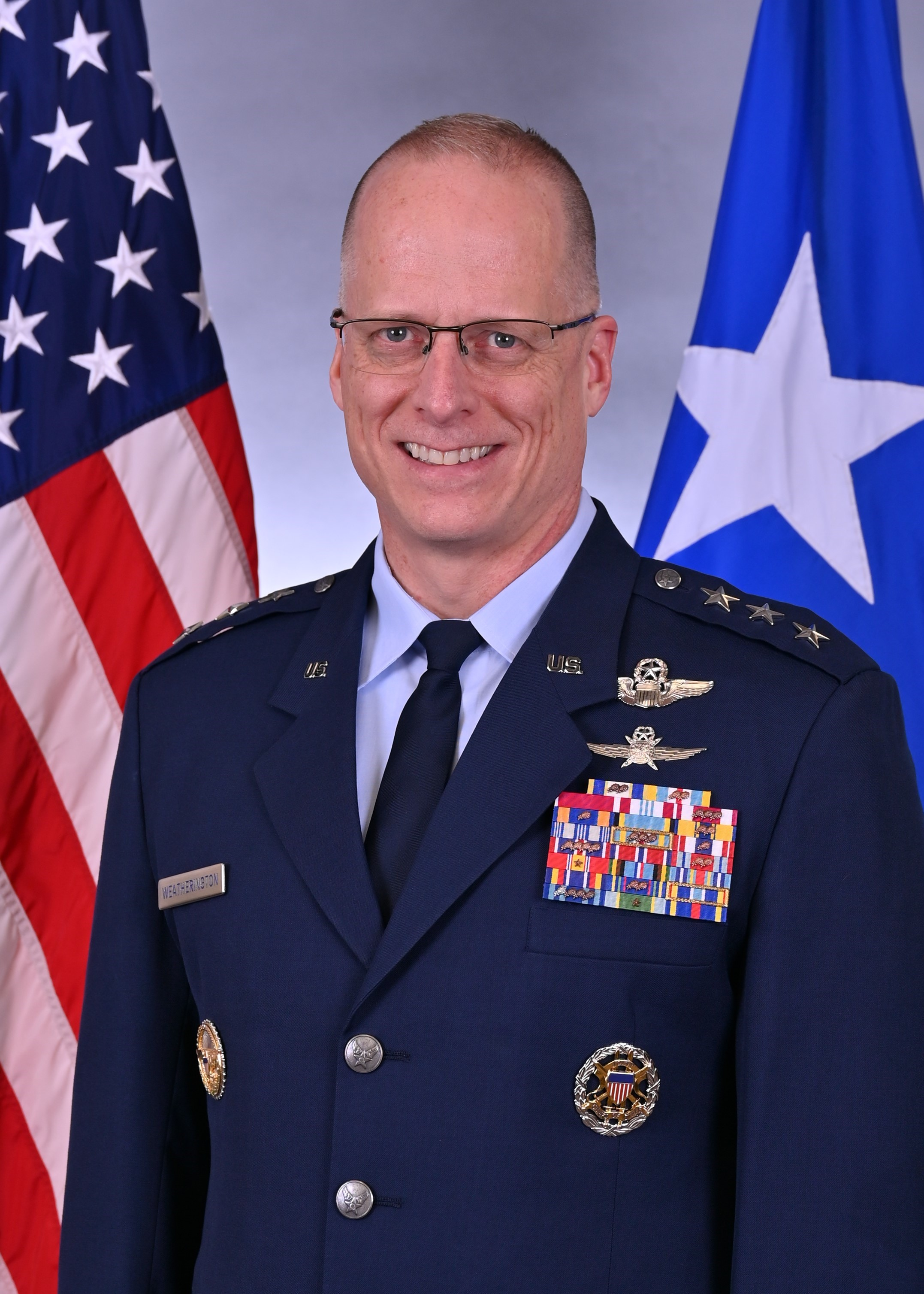
Mark E. Weatherington (2023)

Mark Ernest Weatherington (* um 1968) ist ein pensionierter Generalleutnant der United States Air Force. Er war unter anderem Kommandeur der 8. Luftflotte.
Im Jahr 1990 absolvierte er die United States Air Force Academy in Colorado Springs. Nach seiner Graduation wurde er als Leutnant in das Offizierskorps der Air Force aufgenommen. In der Folge durchlief er alle Offiziersgrade vom Leutnant bis zum Drei-Sterne-General.
Im Lauf seiner militärischen Karriere absolvierte er verschiedene Kurse und Schulungen. Dazu gehörten unter anderem eine Ausbildung zum Kampfpiloten und weitere Fortbildungskurse als Pilot neuer Flugzeugtypen; die Squadron Officer School auf der Maxwell Air Force Base in Alabama; die U.S. Air Force Weapons School auf der Nellis Air Force Base in Nevada; das Air Command and Staff College, ebenfalls auf der Maxwell AFB; die School of Advanced Air and Space Studies, ebenfalls auf der Maxwell AFB; das Armed Forces Staff College in Norfolk in Virginia und der Space Operations Executive Course auf der Peterson Space Force Base in Colorado. Hinzu kamen weitere Kurse wie z. B. der Cyberspace Operations Executive Course; der Joint Flag Officer Warfighting Course; der Senior Joint Information Operations Applications Course; der Senior Leader Nuclear Management Course; der Combined Force Air Component Commander Course; der Leadership at the Peak Course und der Pinnacle Course an der National Defense University. Außerdem erhielt er akademische Grade von der Hardin-Simmons University in Texas und der Harvard Kennedy School.
In seinen frühen Jahren als Offizier der Luftwaffe war er an verschiedenen Stützpunkten in den Vereinigten Staaten stationiert. Dabei war er als Pilot, Flugausbilder oder Stabsoffizier bei unterschiedlichen Einheiten tätig. Dazwischen absolvierte er die erwähnten Schulungen. Als Stabsoffizier war er unter anderem bei den Joint Chiefs of Staff tätig.
Zwischen August 2010 und April 2011 war Mark Weatherington Stabsoffizier beim United States Air Forces Central Command, das dem United States Central Command unterstellt ist. Daran schloss sich eine Versetzung zur Ellsworth Air Force Base in South Dakota an, wo er zwischen Mai 2011 und April 2013 das 28. Bombergeschwader (28th Bomb Wing) kommandierte. Anschließend gehörte er bis zum Mai 2014 dem Stab des Verteidigungsministeriums an, ehe er zum Stab der Joint Chiefs of Staff zurückkehrte, dem er bis zum Juni 2016 angehörte.
Seine nächste Mission führte ihn auf die Peterson AFB in Colorado. Dort leitete er zwischen Juli 2016 und März 2018 die Stabsabteilung für Cyberspace Operations des North American Aerospace Defense Commands (NORAD) und des United States Northern Commands. Es folgte eine Versetzung auf die Randolph Air Force Base in Texas zum Air Education and Training Command. Zwischen April 2018 und Mai 2020 war er dessen stellvertretender Kommandeur.
Am 12. Juni 2020 übernahm Mark Weatherington auf der Barksdale Air Force Base in Louisiana als Nachfolger von James C. Dawkins das Kommando über die 8. Luftflotte und das Joint-Global Strike Operations Center. Diese Ämter hatte er bis zum 16. August 2021 inne, als er von Andrew Gebara abgelöst wurde. Danach wurde er stellvertretender Kommandeur des Air Force Global Strike Commands, das ebenfalls auf der Barksdale AFB angesiedelt ist. Außerdem war er stellvertretender Kommandeur des Air Forces Strategic Commands. Diese Ämter bekleidete er bis zum Jahr 2023. Am 1. September dieses Jahres schied er aus dem aktiven Militärdienst aus.
Während seiner aktiven Zeit als Militärpilot absolvierte er über 2400 Flugstunden auf verschiedenen Flugzeugtypen.
Nach seiner Pensionierung arbeitete er für die Firma Trusted Strategic Solutions LLC.

## Daten der Beförderungen
| Abzeichen | Rang               | Jahr            |
| --------- | ------------------ | --------------- |
|           | Second Lieutenant  | 30. Mai 1990    |
|           | First Lieutenant   | 30. Mai 1992    |
|           | Captain            | 30. Mai 1994    |
|           | Major              | 1. Juni 2001    |
|           | Lieutenant Colonel | 1. Mai 2005     |
|           | Colonel            | 1. Oktober 2008 |
|           | Brigadier General  | 2. Oktober 2014 |
|           | Major General      | 2. Juni 2018    |
|           | Lieutenant General | 23. August 2021 |

## Orden und Auszeichnungen
Mark Weatherington erhielt im Lauf seiner militärischen Laufbahn unter anderem folgende Auszeichnungen:
- Air Force Distinguished Service Medal
- Defense Superior Service Medal
- Legion of Merit
- Defense Meritorious Service Medal
- Meritorious Service Medal
- Air Medal
- Aerial Achievement Medal